# Balonga
Genre
Balonga est un genre de plantes à fleurs de la famille des Annonaceae. Ce sont de petits arbres ou des arbustes ayant une tendance à grimper, que l'on trouve dans les régions tropicales de l'Ancien Monde.
Plants of the World Online le considère comme un synonyme d'Uvaria.

## Liste d'espèces
Selon The Plant List (13 janvier 2018) :
- Balonga buchholzii (Engl. & Diels) Le Thomas

Selon Tropicos (13 janvier 2018) :
- Balonga buchholzii Le Thomas